# Land van Arkel
Het Land van Arkel was een leenschap van de graven van Holland, tot aan 1412 beheerd door de Heren van Arkel. Het grondgebied strekte van de rivier de Merwede in het zuiden tot aan het hedendaagse Everdingen in het noorden, en van het riviertje de Linge in het oosten ongeveer tot de rivier de Lek in het westen. Hedendaagse plaatsen in het grondgebied zijn onder andere Leerdam, Leerbroek, Arkel, Heukelum, Asperen, Hagestein, Haastrecht en Gorinchem.

## Geschiedenis
Rond 1234-1240 zou Herbaren II van der Lede, leenman van de heerlijkheid Ter Leede, naar Arkel getrokken zijn om zich daar te vestigen. Hij werd de stamvader van het geslacht Van Arkel. De heerlijkheid Ter Leede (vermoedelijk gelegen net ten zuiden van het hedendaagse Leerdam) liet hij na aan zijn jongere broer Jan I van der Lede.
De zoon van Herbaren, Jan I van Arkel wordt in een kroniek uit 1253 genoemd als leenman van de graaf van Holland. In 1260 kreeg hij Bergambacht in zijn bezit.
Zijn opvolger Jan II kocht in 1272 de havenplaats Gorinchem van de graaf van Bentheim. Het grondgebied strekte zich nu tot aan de Merwede, en men mocht nu tol heffen op de Lek en de Merwede. Er ontstond een bloeiende handel waaruit de Heren van Arkel grote verdiensten konden halen. Er werden diverse kastelen gebouwd, waarvan de meest bekende in Asperen, Haastrecht en Gorinchem (1267). De heren verbleven meestal in het laatste kasteel. Jan II droeg het kasteel van Gorinchem in 1290 op aan zijn leenheer Floris V van Holland, uit eerbied voor diens gezag.
Nadat Jan II van der Lede in 1305 overleed zonder nageslacht, erfde Jan III van Arkel de heerlijkheid Ter Leede. In 1351 kwamen nog landerijen aan de Lek erbij. Ook Haastrecht werd toegevoegd. Otto van Arkel verleende Gorinchem, Hagestein en Leerdam in 1382 stadsrechten. De macht van de Heren van Arkel was eind 14e eeuw op zijn hoogst. De burcht die aan de oostelijke oever van de stad Gorinchem stond, werd De Keizerlijke burcht genoemd.
Het hertogdom Gelre, het graafschap Holland en het sticht Utrecht zagen lijdzaam toe hoe de economische en militaire macht van het leenschap groeide. Wat volgde waren de Arkelse Oorlogen (1401-1412), vooral na een dispuut met de graaf van Holland, Albrecht van Beieren. Jan V wist stand te houden tot 1412, maar werd verdreven tot aan Vuren, waar hij gevangengenomen werd. Hij sleet zijn verdere leven in Gouda en Leerdam. Zijn zoon Willem leidde een opstand in 1417, maar werd daarbij gedood. De macht van het geslacht kwam daarmee tot een einde, hoewel de nakomelingen van Maria van Arkel, een dochter van Jan V, grote politieke macht in Gelre zouden verwerven.
De burcht in Gorinchem werd afgebroken in 1412. Ten zuiden van de stadsmuren werd een nieuw slot gebouwd voor de graven van Holland. Dit slot werd in 1461 verbouwd en uitgebreid door Karel de Stoute. Vanwege de imposante hoofdtoren, bekleed met blauwe hardsteen, werd deze later bekend als de "Blauwe Toren" .

## Heren van Arkel
Het geslacht van Arkel wordt voor het eerst vermeld in 1254, waarschijnlijk als tak van de heren van Ter Leede. Hoewel sommige 16e-eeuwse genealogieën het geslacht nog veel verder terug willen voeren, worden deze tegenwoordig als niet betrouwbaar beschouwd.
| Periode                | Naam                     | Opmerkingen                                                                                                   |
| ---------------------- | ------------------------ | --- |
| 1234 - 1253            | Herbaren II van der Lede | Krijgt het recht over de heerlijkheid Arkel (Arcelo, Arclo).                                                  |
| 1253 - 1272            | Jan I van Arkel          | Bijgenaamd De Sterke                                                                                          |
| ? - 1297               | Jan II van Arkel         | |
| ? - 1324               | Jan III van Arkel        | |
| 1324-1327              | Nicolaas van Arkel       | zoon van Jan II; regent († 1345), verving zijn broer Jan III, omdat zijn zoon Jan IV nog niet oud genoeg was. |
| 1326 - 1360            | Jan IV van Arkel         | |
| 1360 -1396             | Otto van Arkel           | |
| 1396 - 1412            | Jan V van Arkel          | Bijgenaamd De Stadhouder                                                                                      |
| 1406, 1407, 1 dec 1417 | Willem van Arkel         | Opvolger en zoon van Jan V; het leenschap was echter ingevorderd door het graafschap Holland                  |
| 1462-68                | Adriaan van Borselen     | Was min of meer titulair "heer van Arkel" met alleen het vruchtgebruik van Asperen                            |

## Vondsten
In 2002 werd aan de Krijtstraat van Gorinchem het voormalige hof van de Arkels opgegraven. Welke functie dit hof had is niet duidelijk. Tegelijkertijd beschikten de Arkels namelijk over een kasteel aan de oostzijde van de stad. Ter herinnering aan de Arkels werd als monument een van de aangetroffen pilaren uit de zuilengalerij van het voormalige hof opnieuw opgemetseld en voorzien van een schildje dat verwijst naar de Heren van Arkel.
Ten oosten van de stad, aan de Dalemsedijk werden in 1996 tijdens werkzaamheden in het kader van de dijkverzwaring bij toeval funderingen van het voormalige 13e-eeuwse kasteel van de Arkels aangetroffen. Destijds ook wel door tijdgenoten de Keizerlijke Burcht van de Arkels genoemd. Omdat er verder geen ingrepen in de grond plaats zouden vinden, bleef het onderzoek beperkt tot een verkenning.
In 2006 werden in Hagestein de funderingen van een kasteel vrij gegraven, dat aan de Heren van Arkel toebehoorde.